# Rhopalizarius schmidti
Rhopalizarius schmidti là một loài bọ cánh cứng trong họ Cerambycidae.